# Cenad, Timiș
Cenad (în latină Chanadinum, de la Chanadin, în maghiară Nagycsanád, în germană Tschanad, în sârbocroată Čanad, cu caractere chirilice: Чaнaд) este satul de reședință al comunei cu același nume din județul Timiș, Banat, România. În Antichitate a existat castrul roman Morisena până în sec XIII. Numele de Urbs Morisena înseamnă "Urbea Mureșană".
Cenadul a fost un important oraș medieval, distrus de marea invazie tătară din 1241.
Până în perioada interbelică au existat două localități diferite, Cenadu Mare și Cenadu Vechi (numit și Cenadu German).

## Istoric
Cenadul este una din localitățile cu cea mai veche istorie documentată de pe întreg teritoriul Banatului. O istorie bogată care începe încă din perioada cuceririi romane, când aici a existat castrul roman Morisena („Mureșana”).
Cetatea Morisena era așezată pe o suprafață foarte întinsă, cuprinzând localitățile Cenad și Sânnicolau Mare, ce apar împreună pe harta Europei din veacul al V-lea. Băștinașii au fost cruțați și chiar respectați de către huni, trăind cu ei în armonie.
Din 840 până în 907, cetatea Morisena a fost și capitala principilor Glad, Claudius și Ahtum.

### De la Morisena la Cenad
La începutul domniei lui Ștefan I, aici își avea reședința un puternic feudal, Ahtum care a adus arhitecți din Bizanț pentru a ridica un palat, o biserică și o mănăstire ortodoxe. Profitând de faptul că sprijinitorul lui Ahtum, împăratul Bizanțului era ocupat cu războiul, regele Ștefan a decis să-l trimită împotriva lui Ahtum pe Chanadin, rudă a regelui și fost prieten al lui Ahtum, creștinat la Esztergom. Auzind Ahtum despre expediția întreprinsă împotriva sa, a ieșit înaintea lui Chanadin, atacându-l prin surprindere și obligându-l să se retragă la Canisa (Kanissa), după cum povestește în memoriile sale Sfântul Gerard de Cenad. Cronicarul povestește că Chanadin s-a rugat lui Dumnezeu și a promis că, dacă îl va învinge pe Ahtum, va zidi o mănăstire. Acestuia îi apare în vis un leu care îi spune să atace imediat și victoria va fi a lui. Chanadin și oștirea sa pornesc grăbiți în miez de noapte și se ciocnesc cu oastea lui Ahtum pe locul unde astăzi se află satul Tomnatic. Ahtum însuși este omorât, iar soldații lui intră în panică și se măcelăresc între ei.
După această victorie răsunătoare, Chanadin se întoarce în cetate și îi trimite regelui capul lui Ahtum. Drept recompensă, regele înființează un nou județ, cu numele eroului și sub conducerea acestuia și cu reședința la Morisena, care primește și statutul de cetate regală. Spre sfârșitul secolului XIII și localitatea va purta numele Cenad.
În anul 1030 regele a înființat Dieceza de Cenad, condusă de Sfântul Gerard, un călugăr benedictin din Veneția. El a ridicat o biserică și a înființat o mănăstire închinată Maicii Domnului. Cu această ocazie a adus ingineri italieni care s-au stabilit aici și au ridicat pe locul vechii cetăți Morisena, cetatea Cenad.

### Cenadul medieval
În perioada medievală Cenadul a avut o importanță destul de mare în cadrul regatului maghiar. Ca dovadă stau vizitele pe care diferiți regi le-au făcut aici de-a lungul timpului: Ladislau la 1278, Carol Robert la 1322, Ludovic cel Mare la 1366, Sigismund, de mai multe ori între 1394-1436, Ladislau V la 1459. Ioan Corvinul a fost într-o perioadă prefect al județului Cenad.
Momentele zbuciumate, de răscruce în istoria medievală a Cenadului, au fost diferitele invazii și ocupații, temporare sau de lungă durată, care au marcat adesea negativ cursul istoric al acestei localități. 
În cursul marii invazii tătare din 1241 a fost distrus și Cenadul. Călugărul italian Rogerius, canonic de Oradea, a descris evenimentul:
„XXXII: De destructione Nove-uille et monasterii de Egres. Uersus Orodinum et Chanadinum procedere inceperunt, in medio eorum, Noua-uilli dimissa, nomen cuius Pereg fuerat, in qua homines septuaginta uillarum fuerant congregati, et dimisso monasterio Egres Cisterciensis ordinis, in quod tanquam munitum castrum se milites et multe domine receperant. Nec Tartari loca illa aggredi uoluerunt, quousque circumcirca esset terra totaliter desolata. (...) Tartari uero retro post omnes stantes, ridebat de casu et ruina illorum, et retrocedentes a pugna suorum, dabant quamplurimos uoragini gladiorum, ita quod ipsis diebus et noctibus, pugnantibus per unam septimanam, et fossatis impletis ceperunt uillam.”—Magister Rogerius, Carmen miserabile.
„XXXII: Despre distrugerea așezării Nova și a mănăstirii Igrișului. [Tătarii] Au început să se îndrepte înspre Arad și Cenad și au lăsat în urmă Nova Villa, al cărui nume fusese Pereg, în care erau adunați oameni din șaptezeci de sate. Au lăsat în urmă și mănăstirea Igriș a ordinului cistercienilor, în care se strânseseră ca într-o fortăreață întărită soldați și multe doamne. Tătarii nu au vrut să atace locurile acelea până când țara din jur nu fusese complet prădată. (...) În spatele tuturor stăteau tătarii și rîdeau de căderea și de prăpădul dușmanilor lor și omorau cu sabia pe cei care se întorceau din bătălie. În acest fel, luptând timp de o săptămână zi și noapte, după ce au astupat șanțurile, au cucerit așezarea.”—Magistrul Rogerius, Carmen miserabile.
Ea a fost reconstruită de episcopul Bulcs. Două sute de ani mai târziu, a fost rândul turcilor să invadeze cetatea, motiv pentru care la 1459, episcopul Hangocsi a început construirea de fortificații. În 1514 Gheorghe Doja a cucerit cetatea, a dispus masacrarea preoților, a dărâmat biserica și ars casele. Determinat, episcopul Francisc Csaholyi a reconstruit cetatea, pentru ca la 1528-1529 ea să fie vizitată de regele Ioan. Un an mai târziu a fost ocupată de germani pentru scurt timp. În 1551 Cenadul este ocupat de turci, până în 1698. În această perioadă au fost alungați toți creștinii din oraș. Orașul a fost depopulat ajungând un sat.
Ocupația turcească a durat 150 de ani, cu scurte întreruperi în 1596, când o cuceresc tătarii și în 1613 când este luată de sârbi. Gabriel Bethlen a recucerit-o și dat-o pe mâna turcilor care au stat aici până în 1685.

### Cenadul în secolele XVIII-XX
După înfrângerea turcilor de către austrieci, printre condițiile păcii de la Karlovitz din 1699 a fost introdusă și aceea de a dărâma cetățile din Banat cum s-a întâmplat și cu cea de la Cenad. Dărâmarea efectivă s-a făcut sub coordonarea generalului Oettingen. În acea perioadă Cenadul era locuit în cea mai mare parte de sârbi. Sub austrieci, încep colonizările cu germani, iar primul val se așează aici în 1764-1765. Din acest motiv se înființează practic o nouă localitate, Cenadul German (sau Cenadul Vechi), spre deosebire de Cenadul Mare (sau Cenadul Sârbesc), care era locuit de sârbi. Cele două așezări s-au unit mai târziu într-o singură entitate.
În 1758 este mentionat ca primar, Avram românul.
În 1765 sunt aduși de către austrieci, coloniști sărăciți și datornici, de religie catolică, din Alsacia, Lorena etc.
În 1779 se desființează județul Cenad și comuna trece în componența Torontalului. În 1858 ajunge în proprietatea familiei macedo-române Nako, care a construit aici un castel.
În 1848 se menționează luptele duse de către românii și sârbii din zonă împotriva ungurilor și a germanilor în timpul revoluției (date preluate din Gheorghe Cotoșman).

## Personalități
- Carol Telbisz (1853–1914), primar al Timișoarei
- Elisabeth Schüssler Fiorenza (n. 1938), profesoară de teologie, membră a American Academy of Arts and Sciences⁠(en)[traduceți]
- Ioan Hațegan (n. 1949), istoric
- Gheorghe Perian (n. 1952), critic literar

## Monumente și clădiri
- Castrul roman Morisena
- Mănăstirea Morisena